# ماكس ماكجرو
ماكس ماكجرو (بالإنجليزية: Max McGraw)‏ هو شخصية أعمال أمريكي، ولد في 1 فبراير 1883 في كلير ليك في الولايات المتحدة، وتوفي في 26 أكتوبر 1964 في يوتا في الولايات المتحدة.